# Claude Chauvière
Pour les articles homonymes, voir Chauvière.
Marie-Aglaé dite Claude Chauvière, née le 14 février 1885 à Paris, morte le 7 avril 1939 à La Seyne-sur-Mer, est une écrivaine française, auteure de romans sentimentaux.

## Biographie
Fille du député d'extrême gauche Emmanuel Chauvière et de l’anarchiste belge Maria Toilliez, qui consacra sa fortune à des œuvres de bienfaisance, comme la Fondation Maria Chauvière, avenue Félix Faure dans le 15e arrondissement de Paris. Orpheline à 25 ans, elle fut aidée par le ministre Anatole de Monzie, un ami de son père qui la présenta à Colette.
Secrétaire de Colette à partir de 1923, elle écrit un essai sur cette dernière. Le talent de la jeune femme conquit Colette, dès les années 1920, mais ce n'est qu'en 1923 qu'elle devient sa secrétaire. Attachement important entre les deux écrivaines. Fille de libres-penseurs, elle devient royaliste et se réfugie dans la religion. Elle est baptisée en 1928. Colette est sa marraine. La biographie de Colette par Claude Chauvière, paraît en 1931.
Elle est critique littéraire à l’Organisation ménagère, publie des notes d'art dans l'Intransigeant. Elle est directrice littéraire pour la France de la Revue française du Brésil.
Souvent citée par Colette, Claude Chauvière meurt le Vendredi saint. Personnalité mystique (elle se convertit au catholicisme en 1928), elle meurt prématurément en 1939 d'une congestion pulmonaire.

## Œuvres partielles
- La Vie, les autres et moi, 1919.
- L'ai-je aimé ?, Paris, A. Fayard et cie, 1928 (lire en ligne).
- La Route et la Maison, 1929.
- La Femme de personne , 1929.
- Colette , 1931.
- L'Éternelle Chanson, « collection Stella », No 427.
- Les Thiberguène, A. Fayard, 1935.

## Sources
- Bibliothèque nationale de France